# Госсортоучасток (Калужская область)
Госсортоучасток — село в Малоярославецком районе Калужской области. Входит в состав сельского поселения «Село Спас-Загорье».

## География
Село Спас-Загорье расположено на излучине между реками Лужа и реки Протвы в 7 км от города Малоярославца и в 4 км от города Обнинска. Находится в непосредственной близости от дороги A130.

### Климат
Климат характеризуется как умеренно континентальный, с тёплым влажным летом и мягкой снежной зимой. Среднегодовая многолетняя температура воздуха составляет 3,5 — 4 °С. Средняя температура воздуха самого тёплого месяца (июля) — 17 — 18 °C (абсолютный максимум — 38 °C); самого холодного (января) — −10 °C (абсолютный минимум — −46 °C). Безморозный период длится в среднем 149 дней. Среднегодовое количество атмосферных осадков составляет 654 мм, из которых 441 мм выпадает в тёплый период. Снежный покров держится в течение 130—145 дней.

### Часовой пояс
Казарма 153 км, как и вся Калужская область, находится в часовой зоне МСК (московское время). Смещение применяемого времени относительно UTC составляет +3:00.

## Население
| 2002 | 2010 |
| ---- | ---- |
| 135  | ↗141 |

## Инфраструктура
Личное подсобное хозяйство.